# Augochloropsis notophops
Augochloropsis notophops är en biart som först beskrevs av Cockerell 1913.  Augochloropsis notophops ingår i släktet Augochloropsis och familjen vägbin. Inga underarter finns listade.